# El espanto surge de la tumba
El Espanto Surge de la Tumba es el tercer álbum de la banda Dorso. En este álbum la banda quiso probar un estilo más brutal y extremo.

## Lista de temas
- 1. Deadly Pajarraco
- 2. Ultraputrefactus Criatura
- 3. El Espanto Surge de la Tumba
- 4. Silvestre Holocaust
- 5. Horrible Sacrifice
- 6. Jazz–pop clásico
- 7. Extraterrestre Gore Caníbal Invasión
- 8. Vampire of the Night
- 9. La Mansión del Dr. Mortis
- 10. Zombies from Mapocho
- 11. Terror Carnaza

## Line-up
- Rodrigo Cuadra – Voz, bajo y teclado
- Álvaro Soms – Guitarra
- Marcelo Naves – Batería

- Datos: Q5351243